# Pseudocercospora karaka
Pseudocercospora karaka är en svampart som först beskrevs av G.F. Laundon, och fick sitt nu gällande namn av Deighton 1976. Pseudocercospora karaka ingår i släktet Pseudocercospora och familjen Mycosphaerellaceae.   Inga underarter finns listade i Catalogue of Life.